# وينديل براينت
وينديل براينت (بالإنجليزية: Wendell Bryant)‏ هو لاعب كرة قدم أمريكية أمريكي، ولد في 12 سبتمبر 1980 في منيابولس في الولايات المتحدة.

## وصلات خارجية
- وينديل براينت على موقع مرجع كرة القدم المحترفة.كوم (الإنجليزية)
- وينديل براينت على موقع JustSportsStats.com (الإنجليزية)